# Eucoccidophagus semiluniger
Eucoccidophagus semiluniger är en stekelart som först beskrevs av Hoffer 1959.  Eucoccidophagus semiluniger ingår i släktet Eucoccidophagus och familjen sköldlussteklar. Inga underarter finns listade i Catalogue of Life.